# بیوک ولیت
بیوک ولیت (Buick Velite) خودرویی است.
این خودرو در کلاس خودرو اسپورت قرار گرفته، طراحی آن خودروهای موتور جلو-محور عقب بوده ‌است. 